# Gouverneur des Cinq-Ports

Armoiries des gouverneurs des Cinq-Ports.

Carte des Cinq-Ports.

Le gouverneur des Cinq-Ports (en anglais : « Lord Warden of the Cinque-Ports »), est le titre porté depuis le Moyen Âge par un officier et amiral de la Couronne britannique qui commande l'ensemble des ports liés entre eux sous le terme des Cinq-Ports. Il s'agit aujourd'hui d'un titre honorifique.

## Histoire
En 1066, après la victoire normande de la bataille d'Hastings et le début de la conquête normande de l'Angleterre, Guillaume le Conquérant établit un gouverneur au château de Douvres qui avait pouvoir sur cinq places fortes portuaires qui sont, du nord au sud : Sandwich, Douvres, Hythe, New Romney, dans le comté de Kent, et Hastings dans celui du Sussex. Le gouverneur prit le titre de « Lord Gardien des Cinque-Ports » en langue normande.
Les cinq villes portuaires obtinrent par une charte émise par Guillaume le Conquérant en 1070 des droits et avantages en échange de la fourniture d'une flotte militaire composée de cinq bâtiments de guerre par chacune des cinq cités, mise à disposition permanente du royaume d'Angleterre. Le gouverneur pouvait envoyer des ordonnances en son nom et les villes avaient une juridiction particulière. La charte fut confirmée par le roi Édouard Ier d'Angleterre en 1278. Les députés envoyés au Parlement de Londres portaient le titre de baron des Cinq-Ports. Par la suite, les villes portuaires de Rye, Seaford et Winchelsea purent rejoindre le groupe existant, portant à huit les membres des « Cinque-Ports » dont l'intitulé ne changea pas. La résidence officielle du gouverneur était au château de Walmer, dans le Kent.

## Liste des gouverneurs des Cinq-Ports

### XIIesiècle
- Avant 1154 :
  - Henry d'Essex
- Sous Henri II :
  - Henry de Sandwich
  - Simon de Sandwich
  - Alan de Fienes
- Sous Richard Ier :
  - James de Fienes
  - Matthew de Clere
  - William Devereux
  - William Longchamp
  - William de Wrotham
- Sous Jean sans Terre :
  - Thomas Basset
  - William de Huntingfield
  - William de Sarum
  - Geoffrey Fitz-Pier

### XIIIesiècle
- Guillaume de Warenne, comte de Surrey (1204-1206, 1214)
- Hubert de Burgh, comte de Kent (1215)
- Geoffrey de Lucy (1224, 1230)
- Guillaume d'Avranches (1226)
- Robert d'Ayberville 1228
- Pierre de Rivaux (1232-1234)
- Walerland Teutonicus (1235)
- Bertrand de Crioill (1236)
- Henry Hose
- Pierre de Savoie (1241)
- Renaud de Cobham, baron Cobham (1255)
- Roger Northwode (1255-1258)
- Nicolas de Moels (1258)
- Richard de Grey (1258)
- Hugues de Bigod (en) (1259-1260)
- Nicolas de Croill (1260)
- Robert de Walerand (1261)
- Walter de Burgsted (1262)
- Hamo de Crevequer (1263)
- Humphrey de Bohun, comte de Hereford (vers 1264 ?)
- Edmond Crouchback, comte de Lancastre (?)
- Henri de Sandwich (?)
- Jean de Haia (?)
- Roger de Leybourne (?)
- Henry de Montfort (1264 ?)
- Matthieu de Hastings (1265)
- Édouard, comte de Chester (1265)
- Matthieu de Bezille (1266)
- Étienne de Pencester (1267-1271)
- Simon de Creye (1275)
- Robert de Burghersh, baron Burghersh (1299-1306)

### XIVesiècle
- Henry de Cobham, baron Cobham (1307)
- Robert de Kendall (1307-1315)
- Henry de Cobham, baron Cobham (1315-1320)
- Bartholomew de Badlesmere, baron Badlesmere (1320)
- Hugues le Despenser, comte de Winchester (1320)
- Edmond de Woodstock, comte de Kent (1321-1323)
- John Peche (1323-1325)
- Ralph Basset, baron Basset de Drayton (1325-1327)
- Bartholomew de Burghersh, baron Burghersh (1327-1330)
- William de Clinton, comte de Huntingdon (1330-1348)
- Bartholomew de Burghersh, baron Burghersh (1348-1355)
- Patrick Dunbar, comte de March (1355-1359)
- John Beauchamp, baron Beauchamp (1359-1361)
- Robert de Herle (1361-1364)
- Richard de Peinbrugge
- Andrew de Guldeford (1371-1372 ?)
- William Latimer, baron Latimer (1374-1376)
- Thomas Reines (1376)
- Edmond de Langley, comte de Cambridge (1376-1381)
- Robert Assheton (1381-1384)
- Simon de Burley (1384-1387)
- John Devereux, baron Devereux (1387-1392)
- John Beaumont, baron Beaumont (1392-1396)
- Edmond de Langley, duc d'York (1396-1398)
- Jean Beaufort, marquis de Dorset (1398-1399)
- Thomas Erpingham (1399-1409)

### XVesiècle
- Henri, prince de Galles (1409-1412)
- Thomas FitzAlan, comte d'Arundel (1412-1415)
- Humphrey, duc de Gloucester (1415-1447)
- James Fiennes, baron Saye et Sele (1447-1450)
- Humphrey Stafford, duc de Buckingham (1450-1459)
- Richard Woodville, comte Rivers (1459-1460)
- Richard Neville, comte de Warwick (1460)
- John Scott (1471-1485)
- Philip Fitz Lewes (1485-1492)
- William Scott (1492-1493)
- Henri, prince de Galles (1493-1509)

### XVIesiècle
- Édouard Poynings (1509-1534)
- Georve Nevill, baron Bergavenny (1534)
- Edward Guilford (1534)
- George Boleyn, vicomte Rochford (1534-1536)
- Henry FitzRoy, duc de Richmond et Somerset (1535)
- Thomas Cheney (1536-1558)
- Arthur Plantagenet, vicomte Lisle (1542)
- Thomas Seymour (1545)
- William Brooke, baron Cobham (1558-1597)
- Henry Brooke, baron Cobham (1597-1603)

### XVIIesiècle
- Henry Howard, comte de Northampton (1604-1614)
- Robert Carr, comte de Somerset (1614-1615)
- Edward la Zouche, baron Zouche (1615-1625)
- George Villiers, duc de Buckingham (1625-1628)
- Theophilus Howard, comte de Suffolk (1628-1640)
- James Stuart, duc de Richmond et Lennox (1641-1642)
- Edward Boys (1642-1646)
- John Boys (1646-1648)
- Algernon Sydney (1648-1651)
- Thomas Kelsey (1651-1656)
- Robert Blake (1656-1657)
- James Stuart, duc d'York et d'Albany (1660-1673)
- John Beaumont (1673-1691)
- Henry Sydney, comte de Romney (1691-1702)

### XVIIIesiècle
- Georges, prince de Danemark (1702-1708)
- Lionel Sackville, comte de Dorset (1708-1712)
- James Butler, duc d'Ormonde (1712-1715)
- John Sidney, comte de Leicester (1717-1727)
- Lionel Sackville, comte de Dorset (1727-1765)
- Robert Darcy (4e comte d'Holderness) (1765-1778)
- Frederic North, Lord North (1778-1792)
- William Pitt le Jeune (1792-1806)

### XIXesiècle
- Robert Jenkinson, comte de Liverpool (1806-1827)
- Arthur Wellesley, duc de Wellington (1829-1852)
- James Broun-Ramsay, marquis de Dalhousie (1853-1860)
- Henry Temple, vicomte Palmerston (1860-1865)
- Granville Leveson-Gower, comte Granville (1865-1891)
- William Henry Smith (1891)
- Frederick Hamilton-Temple-Blackwood, marquis de Dufferin et Ava (1892-1895)
- Robert Gascoyne-Cecil, marquis de Salisbury (1895-1903)

### XXesiècle
- Georges Curzon, baron Curzon de Kedleston (1905)
- Georges, prince de Galles (1905-1907)
- Thomas Brassey, comte Brassey (1908-1913)
- William Lygon, comte Beauchamp (1913-1934)
- Rufus Isaacs, marquis de Reading (1934-1935)
- Freeman Freeman-Thomas, marquis de Willingdon (1936-1941)
- Winston Churchill (1941-1965)
- Robert Menzies (1966-1978)
- Elizabeth, la reine-mère (1978-2002)

### XXIesiècle
- Michael Boyce, baron Boyce (depuis 2005)